# Vitaya
Vitaya was een Vlaamse televisiezender die aanvankelijk behoorde tot de naamloze vennootschap Media Ad Infinitum. Eind 2010 werd hij echter overgenomen door de Vlaamse Media Maatschappij (nu DPG Media geheten). De zender kreeg op 13 augustus 1999 een erkenning als tv-omroep in Vlaanderen voor 9 jaar, ging op 25 augustus 2000 van start en was te ontvangen op de Vlaamse kabel en satelliet. Op 31 augustus 2020 was de laatste uitzending van de zender en werd deze vervangen door een nieuwe zender onder het VTM-merk, VTM 3.
Sinds 2009 brengt De Persgroep (vroeger Sanoma Media) het blad Vitaya Magazine uit in samenwerking met de zender.

## Geschiedenis
Vitaya begon als themazender met zeven programmablokken:
- Eetwijzer
- Gemengde Gevoelens
- Spiegelbeeld
- Vrije Tijd
- Wonen
- Kinderen
- Vitalitijd

Bekende televisiegenieksten Jessie De Caluwé en Bieke Ilegems waren er bij de start van de zender bij toen ze respectievelijk de programmablokken rond relaties en opvoeding presenteerden.
In 2003 kwam door uitbreiding van de zendtijd ruimte vrij voor meer eigen producties, dagelijks nieuws, een kookrubriek en een fitnessprogramma.
Vitaya profileert zich als lifestyle zender en richt zich vooral op de volgende onderwerpen: geluk, gezondheid, lekker eten, het gezin, tuin en interieur, mode, vrije tijd en reizen, lifestyle en human interest.
Toen in september 2004 VIJFtv, een zender met een gelijkaardige profilering, gelanceerd werd, kreeg Vitaya concurrentie. Zowel in aangekochte buitenlandse reeksen als in eigen producties werd het profiel verbreed. Bovendien werd de zendtijd drastisch uitgebreid. Daardoor kon Vitaya blijven doorgroeien en kon het 2005 positief afsluiten. Het jaar 2006 sloot Vitaya eveneens met winst af. Ook het aantal kijkers en het marktaandeel bleef groeien. Vitaya lanceerde onder leiding van programmadirecteur Dave Heuten de nieuwe tv-zender Vitaliteit, een eerste digitaal kanaal dat enkel te bekijken is via Proximus TV, TV Vlaanderen en Telenet Digital TV. Vitaliteit ging in de ether op 17 oktober 2007. Vanaf 30 augustus 2010 zond Vitaya ook de bekende Nederlandse soapserie Goede tijden, slechte tijden uit. Er werd echter wel begonnen met twee seizoenen achterstand, namelijk met seizoen 19.
In november 2007 startte Vitaya met een nieuwe enkel digitaal beschikbare zender: Vitaliteit. Deze zender richtte zich vooral op programma's over gezondheid, gezond leven, bewegen en dergelijke thema's. Op 31 maart 2012 werden de uitzendingen stopgezet.
In 2010 werd Vitaya overgenomen door de Vlaamse Media Maatschappij. Op 30 januari 2011 werden er enkele inhoudelijke veranderingen doorgevoerd bij de zender.
Op 10 augustus 2020 maakte DPG Media bekend dat Q2, Vitaya en CAZ op 31 augustus 2020 vervangen worden door respectievelijk VTM 2, VTM 3 en VTM 4. Samen met VTM krijgen de vier zenders de oude slogan "VTM kleurt je dag". De invulling van VTM 3 is verschillend van Vitaya, de nieuwe zender zal zich focussen op films, series en sitcoms.

## Programma's
De volgende programma's zijn een selectie uit het voormalige programma-aanbod.
- 1000 Seconden
- Crossing Jordan
- Coronation Street
- Desperate Housewives
- Doe-het-zelf met Roger
- Een plek onder de zon
- Goede tijden, slechte tijden
- Help, mijn man heeft een Hobby!
- Vijf tinten verder
- Ik vertrek
- Martín & Monita
- Meiden van De Wit
- Rosemary & Thyme
- Sturm der Liebe
- Westenwind
- You Rang, M'Lord?
- MasterChef Australië

## Tijdlijn
Geschiedenis van de Vlaamse televisie
Lijst van tijdschriften in België